# بلدة سالم (عمان)
بلدة سالم (بالإنجليزية:  Qurayyat Salim)‏ هي بلدة تقع في العاصمة عمان شمال غرب الأردن. 

## المناخ
تمتاز قرية سالم بمناخ السهوب المحلي. تهطل معظم الأمطار في الشتاء، تصنيف كوبن -غايغر لمناخ القرية هو BSk. يبلغ متوسط درجة الحرارة السنوية فيها 16.2 درجة مئوية(61.2 فهرنهايت).
تهطل الأمطار عادة في فصل الشتاء وتبلغ نسبة هطول الأمطار سنويا حوالي 289 ملم (11.38 بوصة).
| البيانات المناخية لـبلدة سالم         | البيانات المناخية لـبلدة سالم | البيانات المناخية لـبلدة سالم | البيانات المناخية لـبلدة سالم | البيانات المناخية لـبلدة سالم | البيانات المناخية لـبلدة سالم | البيانات المناخية لـبلدة سالم | البيانات المناخية لـبلدة سالم | البيانات المناخية لـبلدة سالم | البيانات المناخية لـبلدة سالم | البيانات المناخية لـبلدة سالم | البيانات المناخية لـبلدة سالم | البيانات المناخية لـبلدة سالم | البيانات المناخية لـبلدة سالم |
| الشهر                                 | يناير                         | فبراير                        | مارس                          | أبريل                         | مايو                          | يونيو                         | يوليو                         | أغسطس                         | سبتمبر                        | أكتوبر                        | نوفمبر                        | ديسمبر                        | المعدل السنوي                 |
| ------------------------------------- | ----------------------------- | ----------------------------- | ----------------------------- | ----------------------------- | ----------------------------- | ----------------------------- | ----------------------------- | ----------------------------- | ----------------------------- | ----------------------------- | ----------------------------- | ----------------------------- | ----------------------------- |
| متوسط درجة الحرارة الكبرى °م (°ف)     | 11.5 (52.7)                   | 13.1 (55.6)                   | 16.2 (61.2)                   | 21.9 (71.4)                   | 26.7 (80.1)                   | 29.3 (84.7)                   | 30.6 (87.1)                   | 30.9 (87.6)                   | 29.7 (85.5)                   | 26.3 (79.3)                   | 19.6 (67.3)                   | 13.4 (56.1)                   | 22.4 (72.4)                   |
| متوسط درجة الحرارة الصغرى °م (°ف)     | 2.7 (36.9)                    | 3.5 (38.3)                    | 5.4 (41.7)                    | 8.6 (47.5)                    | 12.0 (53.6)                   | 14.8 (58.6)                   | 16.7 (62.1)                   | 16.8 (62.2)                   | 15.0 (59.0)                   | 12.2 (54.0)                   | 8.3 (46.9)                    | 4.2 (39.6)                    | 10.0 (50.0)                   |
| الهطول مم (إنش)                       | 65 (2.6)                      | 62 (2.4)                      | 54 (2.1)                      | 14 (0.6)                      | 4 (0.2)                       | 0 (0)                         | 0 (0)                         | 0 (0)                         | 0 (0)                         | 5 (0.2)                       | 27 (1.1)                      | 58 (2.3)                      | 289 (11.4)                    |
| المصدر: Climate-Data.org,Climate data |                               |                               |                               |                               |                               |                               |                               |                               |                               |                               |                               |                               |                               |